# Trupale
Trupale (en serbe cyrillique : Трупале) est une localité de Serbie située dans la municipalité de Crveni krst et sur le territoire de la ville de Niš, district de Nišava. Au recensement de 2011, elle comptait 2 148 habitants.
Trupale est officiellement classé parmi les villages de Serbie.

## Démographie

### Évolution historique de la population
| 1948  | 1953  | 1961  | 1971  | 1981  | 1991  | 2002  | 2011  |
| ----- | ----- | ----- | ----- | ----- | ----- | ----- | ----- |
| 1 667 | 1 819 | 1 901 | 1 963 | 2 131 | 2 223 | 2 109 | 2 148 |

|  |